# Неклюдиха (Вожегодский район)
Неклюдиха — деревня в Вожегодском районе Вологодской области.
Входит в состав Тигинского сельского поселения, с точки зрения административно-территориального деления — в Тигинский сельсовет.
Расстояние по автодороге до районного центра Вожеги — 35 км, до центра муниципального образования Гридино — 15 км. Ближайшие населённые пункты — Губинская, Кладовка, Бильская.
По данным переписи в 2002 году постоянного населения не было.